# Hatton (Sri Lanka)
Hatton (in singalese; හැටන් in tamil ஹற்றன்)) è una città  dello Sri Lanka; conta circa 14.000 abitanti .
Hatton è una città nel distretto di Nuwara Eliya nella Provincia Centrale, governata da un Consiglio Urbano .
Situato sulla linea ferroviaria Colombo - Badulla , e sull'autostrada(A7) Colombo - Nuware Eliya è noto per i suoi piantagioni e l'industria del tè di Ceylon .
Nel 2008 parte della città Hatton, tra cui luoghi di culto, è stata adibita a zona religiosa del governo dello Sri Lanka.